# Baba Jaga (Zakrzówek)
Baba Jaga – część muru skalnego w północno-wschodniej części Krzemionek Zakrzowskich (Zakrzówka) w Dzielnicy VIII Dębniki w Krakowie. Uprawiana jest na nim wspinaczka skalna. Mur znajduje się na terenie uroczyska Skałki Twardowskiego, będącego jednym z terenów rekreacyjnych Krakowa. Wspinanie odbywa się tutaj na skałach będących pozostałością dawnego kamieniołomu Kapelanka. Najwybitniejszy mur skalny ma długość 140 m, wysokość do 32 m i biegnie z południowego wschodu na północny zachód. Baba Jaga stanowi jego północno-zachodni narożnik. Mur skręca w tym miejscu pod kątem prostym na południowy zachód.
Baba Jaga to obok Freneya najwybitniejsza skała wspinaczkowa na Zakrzówku. Jest to historyczny rejon wspinaczkowy – wspinano się tutaj już ponad 100 lat temu. Baba Jaga ma wysokość do 32 m, ściany pionowe lub miejscami przewieszone. Znajduje się na terenie otwartym. Do 2019 roku wspinacze poprowadzili na niej 10 dróg wspinaczkowych o trudności od V+ do VI.3 w skali polskiej. 9 z nich ma zamontowane punkty asekuracyjne w postaci ringów (r) i stanowisk zjazdowych (st). Na niektórych drogach jest kruszyzna.
Na Babie Jadze zakazany jest drytooling.

## Drogi wspinaczkowe
1. Mrówcze zacięcie VI+, 28 m (11r+st),
2. Skrajnie lewa Baba Jaga VI+, 32 m (st),
3. Lewa Baba Jaga VI+, 38 m (11r+st),
4. Bardzo lewa Baba Jaga VI+, 32 m (4r+st),
5. Dintojra VI+, 32 m (11r+st),
6. Lewy okap Baby Jagi VI+, 32 m (9r+st),
7. Prawa Baba Jaga VI+, 32 m (10r+st),
8. Górny okap Baby Jagi VI+, 32 m (11r+st),
9. Filarek Drzewusa VI+, 32 m (13r+st),
10. Rysa Kurtyki VI+, 38 m (9r+st)[2].

## Galeria

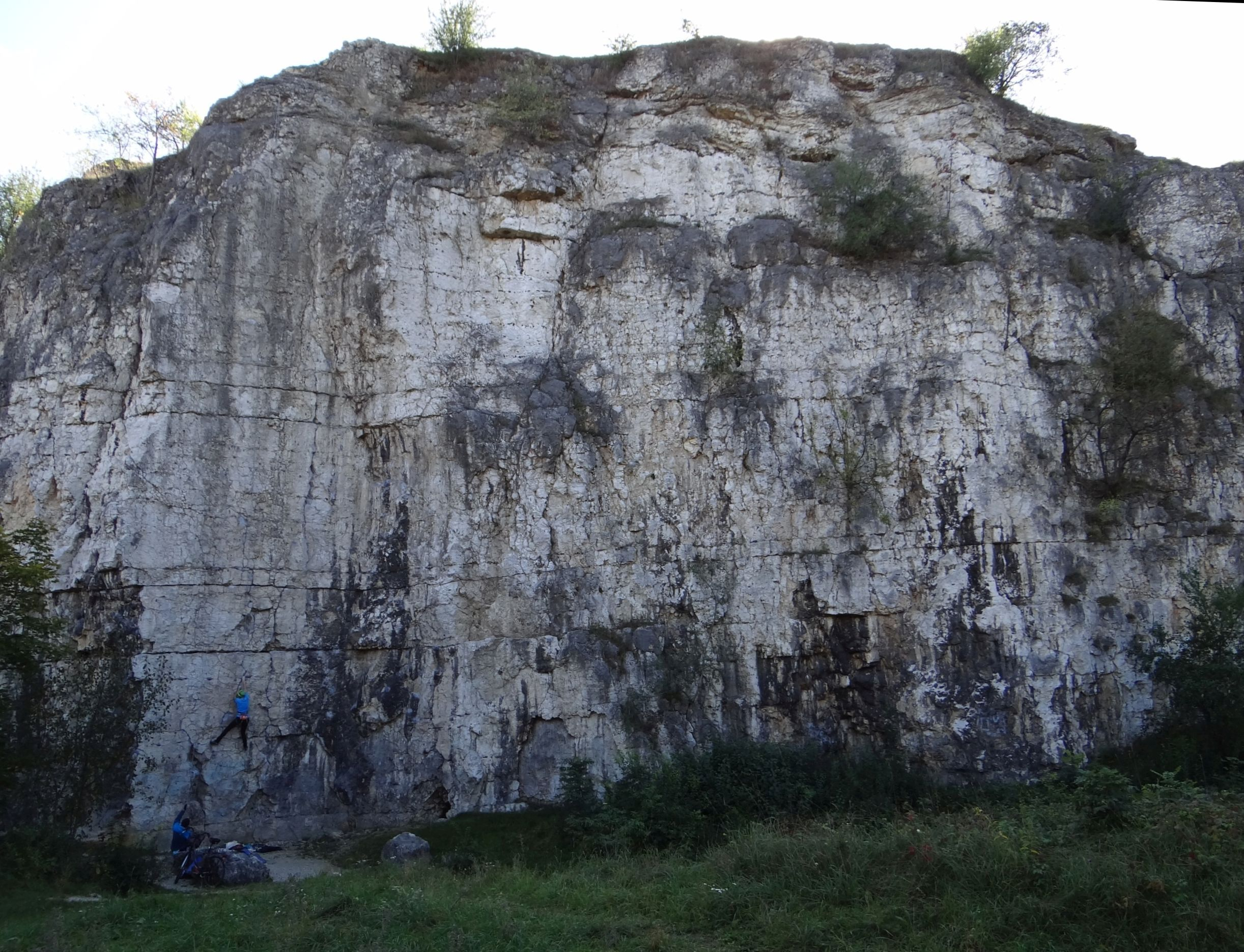
Baba Jaga i Freney
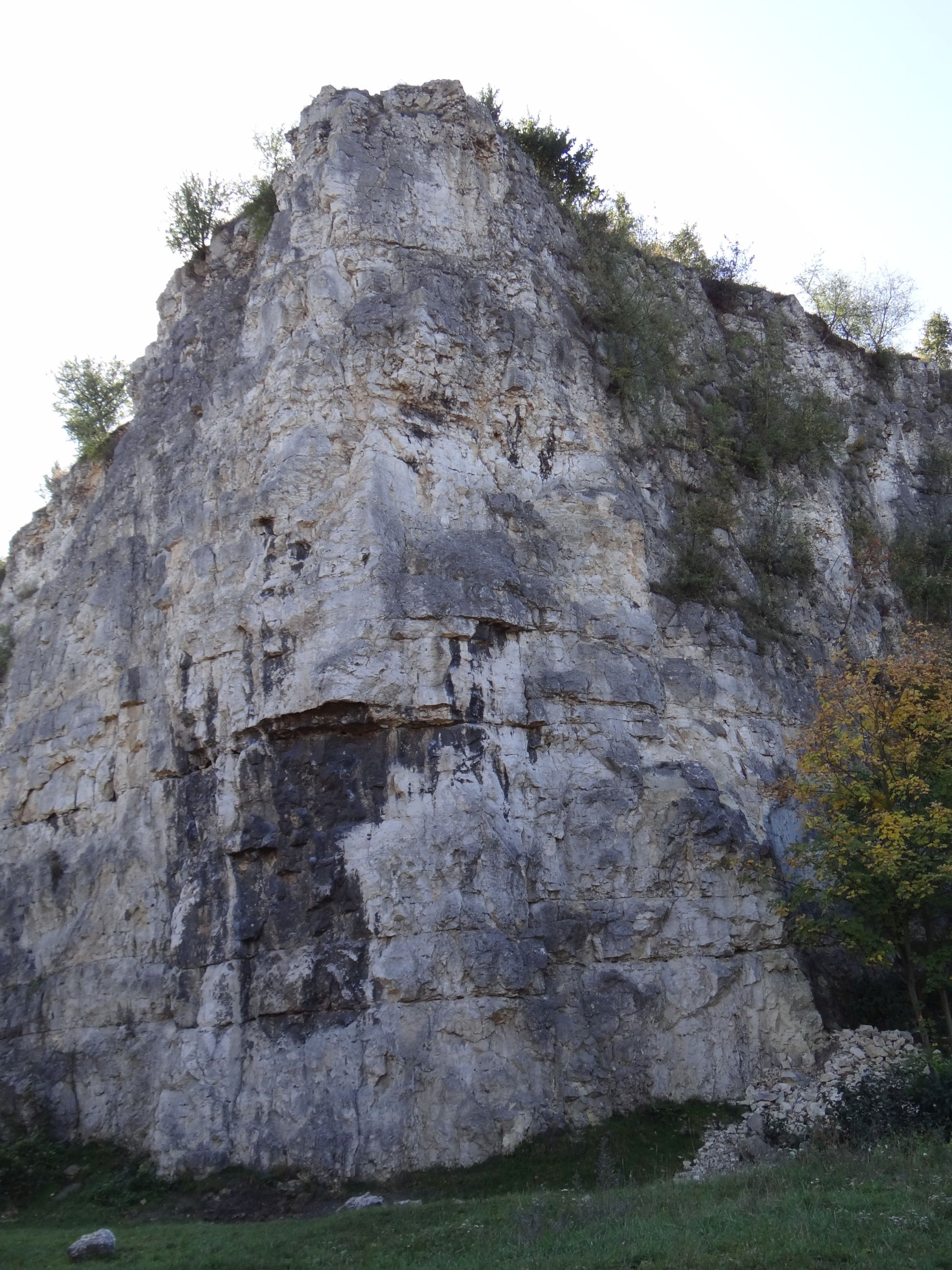
Baba Jaga
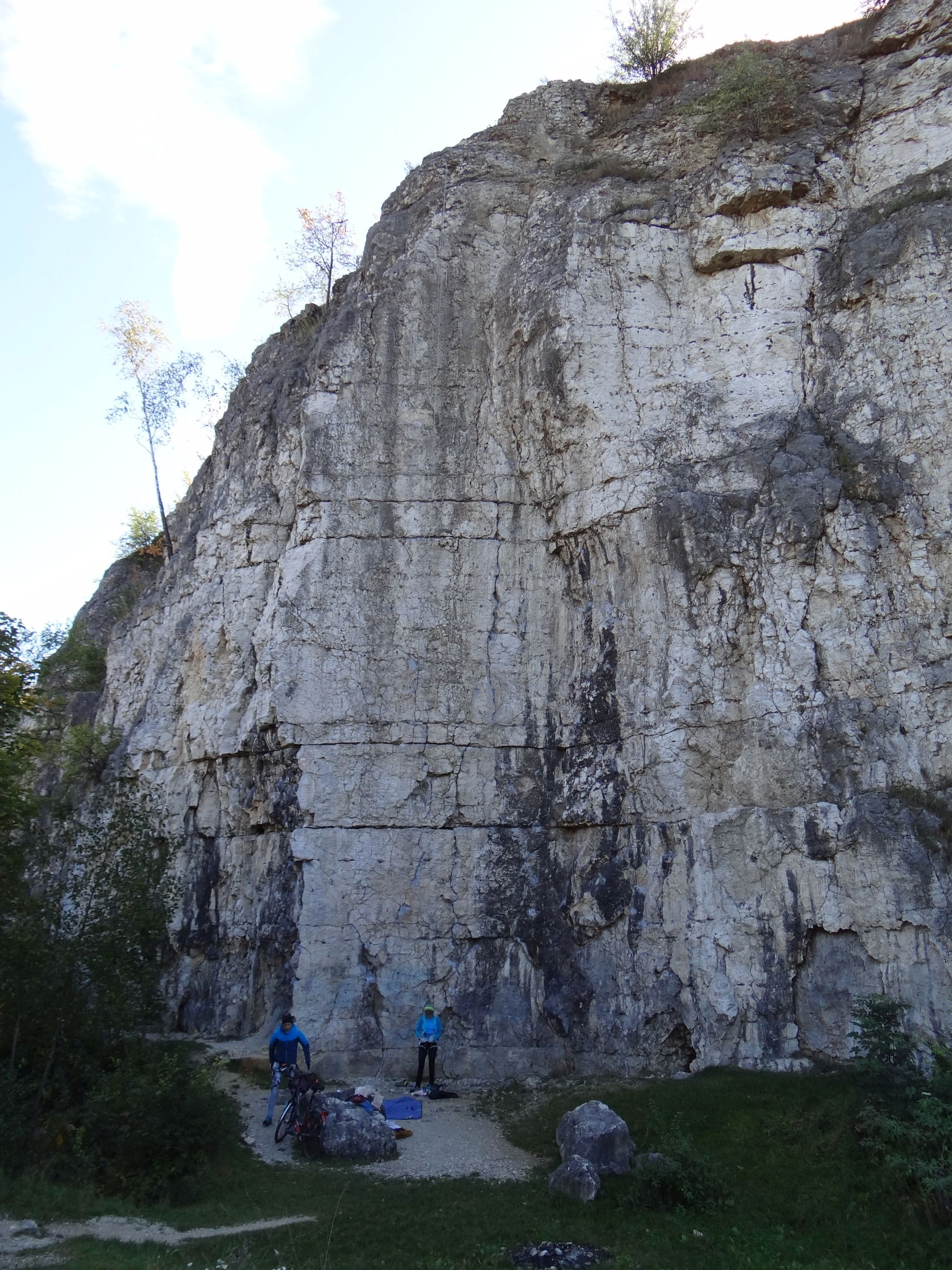
Baba Jaga
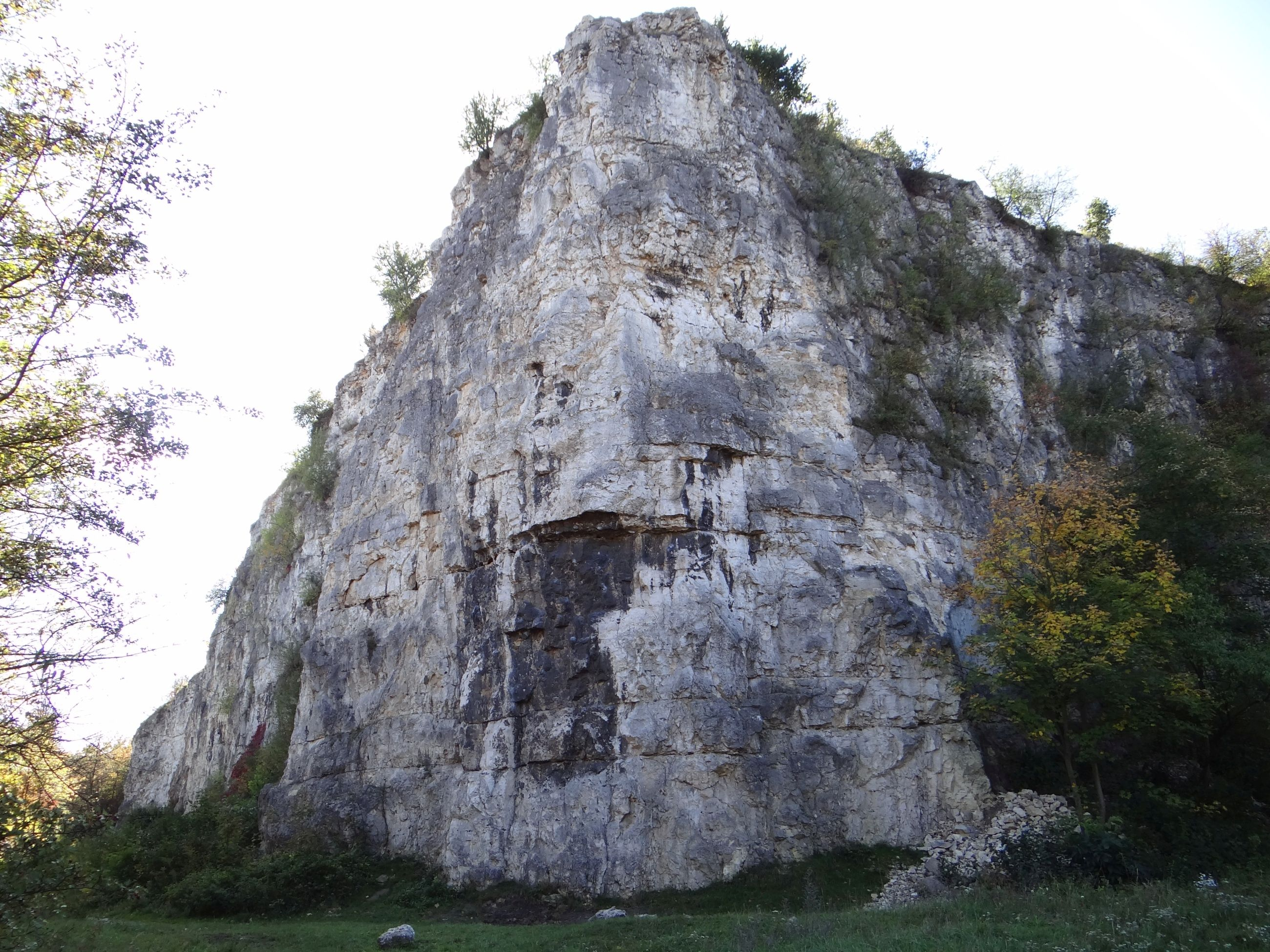
Baba Jaga
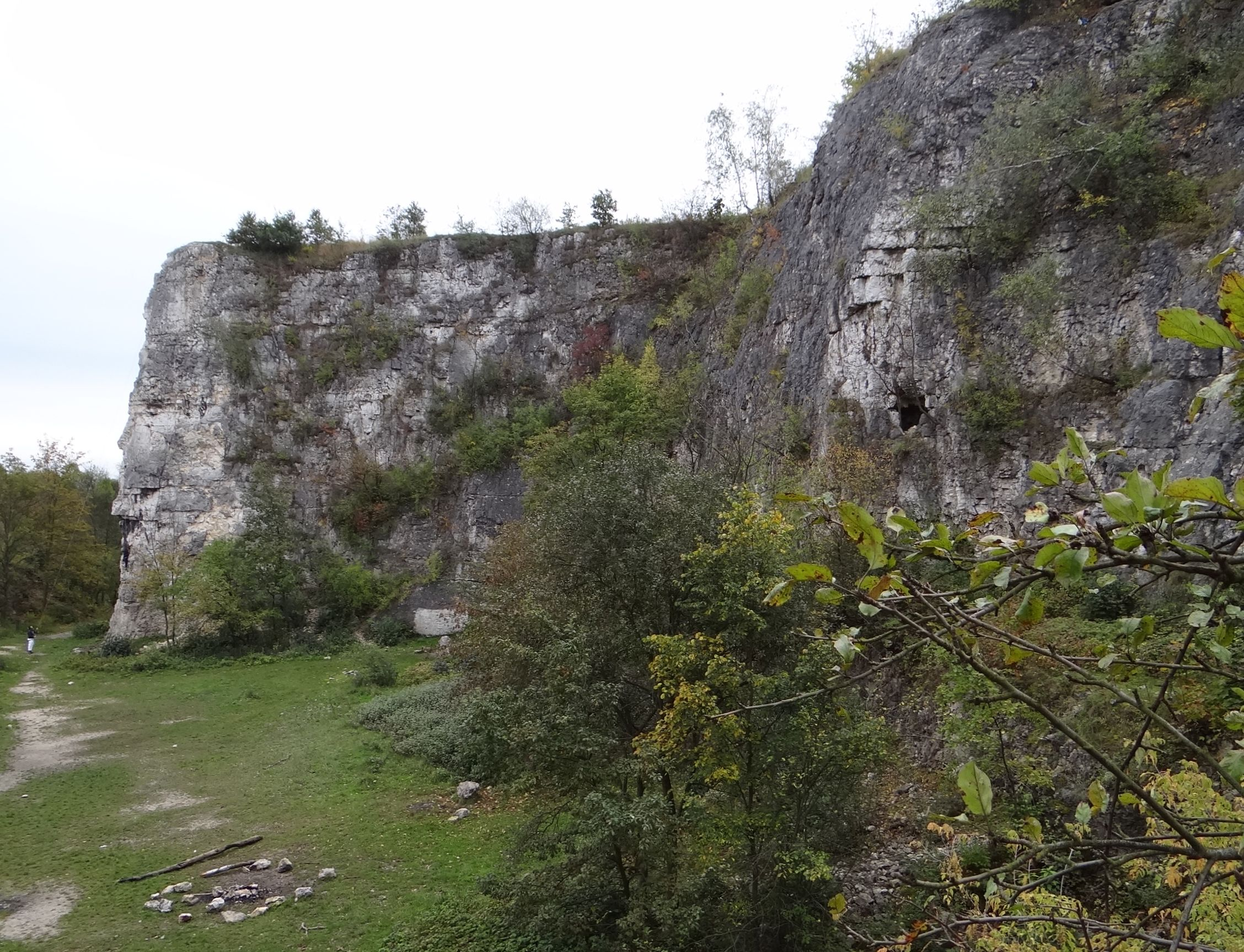
Baba Jaga po lewej i Szara Ścianka (po prawej)